# Stachytarpheta jamaicensis
Stachytarpheta jamaicensis (hoja de corrimiento) es una especie de la familia de las verbenáceas.

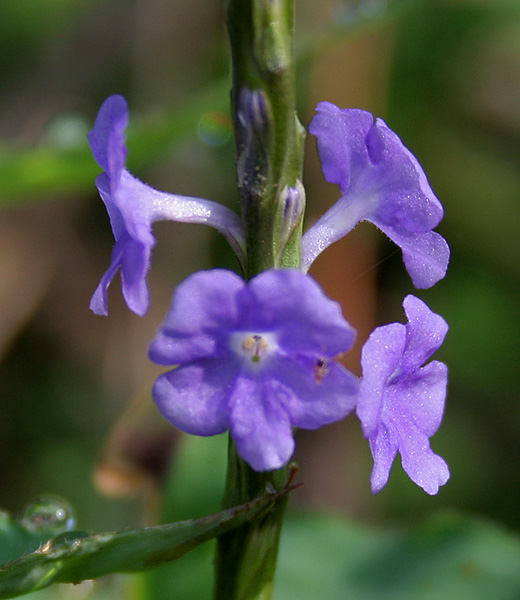
Flores

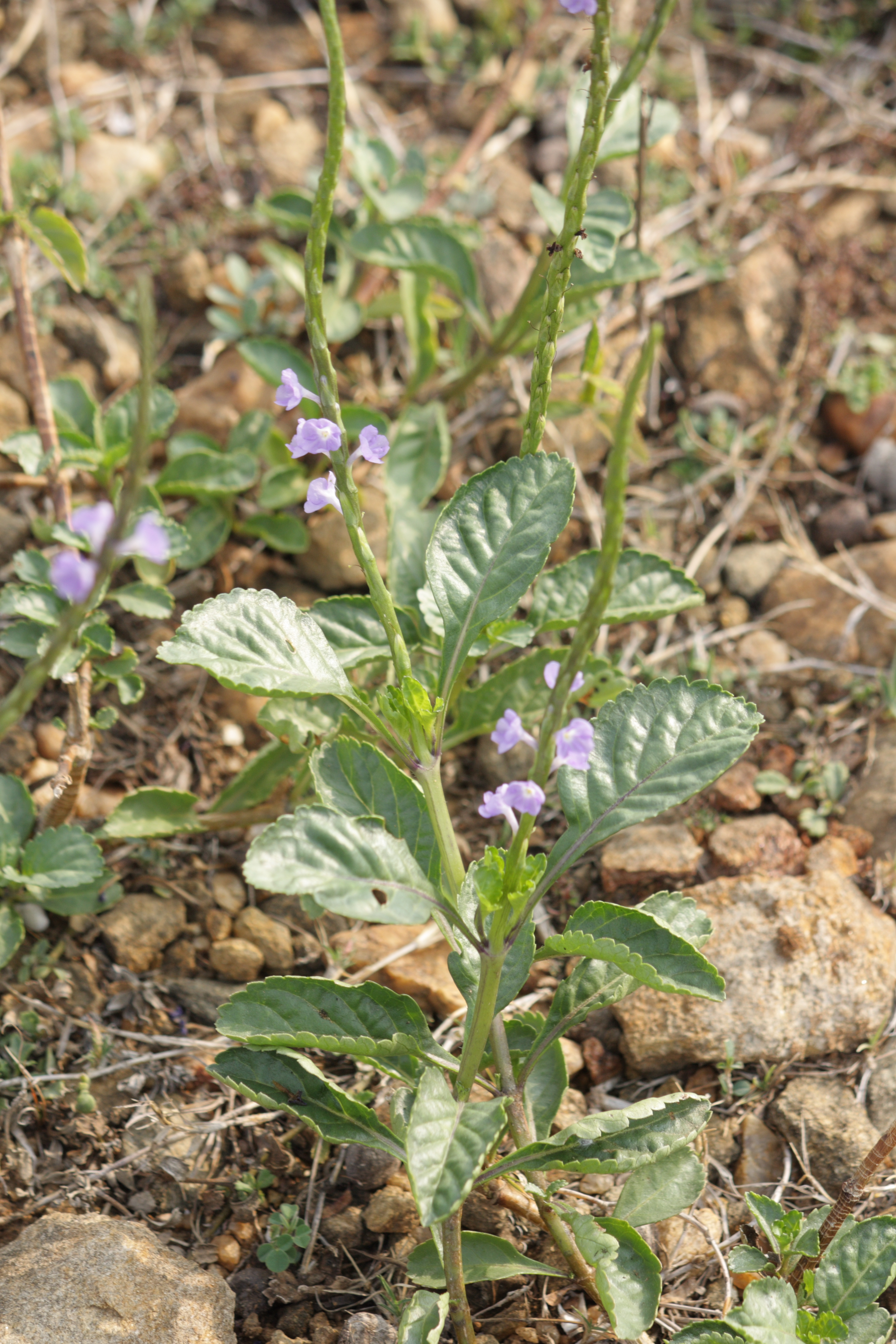
Vista de la planta

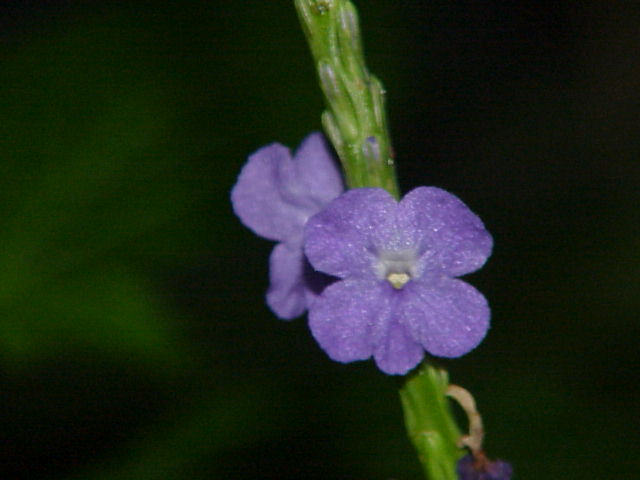
Flor

## Descripción
Son hierbas o arbustos bajos, que alcanzan un tamaño de menos de 1 m de alto, tallos glabros o con pocos tricomas dispersos, más concentrados en los nudos. Hojas oblanceoladas o espatuladas, 4–14.5 cm de largo (incluyendo al pecíolo) y 1–6 cm de ancho, ápice agudo-redondeado, base atenuada, margen serrado, glabras o la haz con pocos tricomas dispersos y el envés con tricomas restringidos a los nervios. Inflorescencia de 10–45 cm de largo y 3–4.5 mm de ancho, glabra, brácteas lanceoladas u ovadas, 4.5–7 (–8) mm de largo y 1.5–2.5 mm de ancho, ápice acuminado o aristado; cáliz 6–8.5 mm de largo, ápice con 4 dientes agudos observables; corola morada o azul (raramente blanca). Fruto 4–5 mm de largo.

## Distribución y hábitat
Es una especie común, que se encuentra a lo largo de las costas, zonas pacífica y atlántica; a una altitud de 0–200 metros; fl y fr durante todo el año; desde México al norte de Sudamérica y en las Antillas, introducida y naturalizada en regiones tropicales del Viejo Mundo.

## Propiedades
Esta planta se usa popularmente en la costa del Golfo de México (Tabasco y Veracruz) para atender afecciones de los riñones. También se aprovecha en problemas que afectan a la piel, como granos, erisipela,  y nacidos.
Las hojas son la parte más empleada de la planta. Para calmar el dolor de muelas se aplica directamente sobre la pieza afectada, y para aliviar el dolor de estómago o barriga se bebe su infusión. Otras partes de la planta como la raíz, el tallo y la flor, se emplean para enamorar.
De igual forma interviene en el tratamiento de la bilis, heridas, dolores de parto, inflamaciones intestinales, diabetes y se utiliza como antiinflamatorio.
Historia
En el siglo XVI, Francisco Hernández la relata como antidiarreico.
Para el siglo XX, Maximino Martínez reporta los usos siguientes: amenorrea, antigonorréico, antísifilítico, diaforético, fiebre amarilla, tónico y analgésico.

## Taxonomía
Stachytarpheta jamaicensis fue descrita por  (Carlos Linneo) Vahl y publicado en Enumeratio Plantarum . . . 1: 206–207. 1804.
Sinónimos
- Abena jamaicensis (L.) Hitchc.
- Bouchea hyderabadensis f. monstros Wall. ex Moldenke
- Stachytarpheta bogoriensis Zoll. & Moritzi
- Stachytarpheta friedrichsthalii Hayek
- Stachytarpheta indica var. jamaicensis (L.) Razi
- Stachytarpheta mexicana Steud.
- Stachytarpheta pilosiuscula Kunth
- Valerianoides jamaicense (L.) Kuntze
- Valerianoides jamaicense (L.) L.W. Medicus
- Valerianoides jamaicense var. angustifolium Kuntze
- Valerianoides jamaicense f. glabrum Kuntze
- Valerianoides jamaicense var. linearifolium Kuntze
- Valerianoides jamaicense var. spathulatum Kuntze
- Valerianoides jamaicense f. strigosum Kuntze
- Valerianoides jamaicensis (L.) Medik.
- Verbena americana Mill.
- Verbena jamaicensis L.	basónimo
- Verbena pilosiuscula (Kunth) Endl.
- Zappania jamaicensis (L.) Lam.[4]

## Nombres comunes
- verbena de Venezuela, verbena azul de Cuba.[5]